# Костянтин ХІ
Костянти́н XI Драгаш (грец. Κωνσταντίνος ΙΑ' Δραγάσης Παλαιολόγος, 8 лютого 1405, Константинополь, Візантія — 29 травня 1453, Константинополь, Візантія) — останній візантійський імператор (1448—1453). Останній представник династії Палеологів, син імператора Мануїла II та Олени Драгаш, дочки сербського князя Костянтина Деяновича (Драгаша).
За візантійською традицією, що дозволяла брати прізвище по материнській лінії, надав перевагу прізвищу матері. Більшу частину дитинства провів у Константинополі, під наглядом батьків. Правив як регент у 1437—1439 у період перебування свого старшого брата в Італії. Загинув у бою під час штурму Константинополя турками-османами. 
Офіційно не канонізований. Вшановується як місцевий святий у деяких грецьких церквах.

## Неофіційний святий
Деякі помісні православні (зокрема, Грецька православна церква) і греко-католицькі церкви шанують Костянтина XI як святого, хоча офіційно він ніколи не був канонізований. Одна з причин цього полягає в тому, що в добу османського правління будь-яка спроба з боку православної церкви офіційно прославляти Костянтина XI як святого розглядалася б як акт повстання і, отже, була б явно необачною. Після війни греків за незалежність (1821-1831), коли церква знову здобула повну свободу дій, офіційний акт прославляння вважався зайвим через давнє шанування його як святого та мученика, зокрема, національного мученика, або етномартира (грец. Eθνομάρτυρας).